# Numeració brahmi
La numeració brahmi és un sistema de numeració testificat al segle iii aC (una mica més tard en el cas de la majoria de les desenes). Són els avantpassats gràfics directes de l'Indi modern i Hindu–nombres d'Àrab. Tanmateix, eren conceptualment diferents d'aquests sistemes més tardans, mentre no van ser utilitzats com a sistema posicional amb un zero. Força, hi hi havia nombres separats per cada una de les desenes (10, 20, 30, etc.). Hi havia també símbols per a 100 i 1000, els quals van ser combinats en lligadures amb les unitats per significar 200, 300, 2000, 3000, etc.

## Orígens
La font dels primers tres nombres sembla clara: són col·leccions d'1, 2, i 3 cops, en Aixoka l'era vertical I, II a III li agraden els nombres romans, però aviat esdevenint horitzontal com els nombres xinesos moderns. En les inscripcions més antigues, 4 és un +, reminiscència del X del conegut Kharoṣṭhī, i potser una representació de 4 línies o 4 direccions. Tanmateix, els altres nombres d'unitat apareixen per ser símbols arbitraris dins fins i tot de les inscripcions més antigues. És de vegades suposat que també poden haver vingut de col·leccions de cops, conjuntament amb una escriptura cursiva en una manera similar a aquell testificat en el desenvolupament dels nombres egipcis hieràtic i demòtic, però això no és donat suport per qualsevol evidència directa. Així mateix, les unitats per les desenes no estan, evidentment, relacionades entre elles o a les unitats, tot i que 10, 20, 80, 90 podria ser basat en un cercle.

Nombres Brahmi en el primer segle dC

La de vegades força semblança gràfica cridanera que tenen amb el hieràtic i demòtic els nombres egipcis no és evidència bona d'una connexió històrica, mentre moltes cultures independentment va enregistrar nombres com col·leccions de cops. Amb un instrument d'escriptura similar, les formes cursives de tals grups dels cops fàcilment podrien ser en termes generals similar també, i això és una de les hipòtesis primàries per l'origen dels nombres Brahmi.
Una altra possibilitat és que els nombres eren acrofnic, com els nombres d'Àtic, i basat en l'alfabet Kharoṣṭhī. Per exemple, chatur 4 abans va agafar una forma de ¥ molt semblant a la lletra Kharosthi ch; panca 5 aspectes extraordinàriament semblants a Kharosthi p;  a través de shat 6, sapta 7, i nava 9 (Kharosthi sh, s, n). Tanmateix, hi ha problemes de cronometrar i manca de rècords. El conjunt sencer dels nombres no és testificat fins al 1r-2n segle dC, 400 anys després d'Ashoka. Ambdós suggeriments, que els nombres deriven de càlculs o que són alfabètics, és purament especulatiu en aquest punt, amb poca evidència per decidir entre ells.